# マイティ♡ハート
『マイティ♡ハート』は、マツリセイシロウによる日本のラブコメ漫画作品。『週刊少年チャンピオン』（秋田書店）2007年12号から15号にかけて集中連載し、同年40号から正式連載となり2009年14号まで連載された。単行本は全7巻。

## あらすじ
男子高校生・天河十市は普段こそ普通の高校生で通しているが、彼の正体は実は人類征服を目論む怪人ヴォルケンである。ある日、同じ高校に美少女・舞島心が転校してきた。彼女に魅かれ、恋してしまった十市であるが、彼女の正体は怪人（ファントム）軍団と敵対する断罪天使マイティハートであった。
やがて怪人軍団は反乱によって分裂、ヴォルケンらは対怪人撲滅機関（CPED）と手を結び反乱軍と戦うことになる。反乱軍による攻撃からヴォルケンを守ったのは、ヴォルケンと同じ外見で8年前に死んだはずのベネトナシュだった。存在衝突が原因で消滅しかけたヴォルケンは、過去に遡ってベネトナシュを抹殺することを決意。時空遡行装置で、「8年前」にタイムスリップするが…。

## 登場人物

### 主要人物
舞島 心（まいしま こころ） / 断罪天使マイティハート
主人公。普段は普通の女子高生だが、その正体は「断罪天使・マイティハート」であり、怪人軍団相手に日々戦う、正義のヒロインである。しかし、実際のところ雑魚戦闘員相手にボロ負けするほど弱い。お酒を飲むほど酔えば酔うほど強くなる人。
「恥じらい」を感じるとマイティビームを放出し、その威力は相当のもの（泣いた時にはTNT火薬数t分に匹敵。大抵の戦闘ではこれで勝利する）。雑魚怪人曰く「けしからん肉体」の持ち主であり、変身後の露出度は高い。
力天使形態（ヴァーチャーズ・フォーム）になると胸部が完全にはだけ、専用武器の神罰棍を使ってその恥じらいの分だけ強烈な一撃、神罰執行（ストライクジャッジメント）を加えることができる。だが、当然であるが、恥じらいがゆえにまともに行動できない。手ブラ合体でパワーアップすると神罰棍は怒髪天へと変化するが、その動きはまさにかの物そのままであり（ただし、当のマイティハート自身はその事に気付いていない様子だった）、シヴァルツからは「変態の天才」とまで称される始末。
また、ノーパン状態で変身することにより、主天使形態（ドミニオン・フォーム）になり、スカートの下からミサイル「ドミニオン・ワインダー」を発射できるようになる。
自分のピンチの時に助けてくれた人（ヴォルケン＝十市）に恋心を抱いている。ヴォルケンの人間形態である十市からは2度告白されている（つまり本当は両想い）が、ヴォルケン＝十市と分かっていないために2度とも振っている（ただし、十市の事も気になっていはいる模様）。ほとんど素顔丸出しのシヴァルツやケロルの正体に気付けない天然でもあり、力天使形態対策のため乳首に絆創膏を貼って登場したこともある。
もともとはアパートに一人暮らししていたが、津川の造反により火事になったため、その後は町外れの防空壕を改造した家に住んでいる。またその後更に引っ越したが、今度は天河の隣の部屋になってしまった。
基本的に戦闘力の低い彼女が怪人たちへの対抗手段として存在する理由は現状では不明ながら、怪人たちの支配者である「クイーン」との関係が仄めかされている。
天河 十市（てんかわ といち） / 怪人ヴォルケン
もう一人の主人公。普段は普通の男子高校生だが、その正体は人類征服を目論む怪人軍団のエース・怪人ヴォルケンである。舞島心が敵であると知った後も彼女のことが気になっており、彼女のピンチを助けたこともある。一応はヴォルケン隊を統率する隊長であるが、部下の独自の作戦に反対したために部下によって縛られるなど、隊長としての威厳は感じられない。だが、何だかんだされても部下の思いで面倒を良く見ている。また基本的には人間を見下すような姿勢だが、日常生活では普通の学生として学校に溶け込んでいたりする。
普段は冴えない役回りが多いが、本気で戦えば戦車小隊を壊滅させるほどの実力を持つ（なおこの功績で怪人将軍に昇格し本部に勤めたこともある）。
戦車の砲撃を受けて腹に穴が開いた状態で戦車小隊を壊滅させたり、パワーショベルをぶん殴って破壊し、腕を痛めるなど、ダメージを顧みない事をやる。また、クーデルカに腕を切断されても、切断された腕を念力で動かす事が出来る。短期間で再度接合できたりと、その肉体構造は不明。
戦闘員たちと同じマンションに一人暮らし（後にメラクベータが同居→怪人軍団の仮司令部）していたが、追い出されるような形となり引っ越した先が舞島の引っ越し先の隣だったりもしている。
恋愛面では、極めて不器用で、何気ない発言・行動で舞島を怒らせたり、うっかり押し倒してしまったりする。「天河」としては舞島に2回告白し2回とも振られているが、「ヴォルケン」としては逆に惚れられていながら敵対する立場という複雑な状況。
名前のヴォルケン（Volken）はスイス北部の地名（又はWolkenでドイツ語で雲（複数形）の意）であるが、由来に深い意味は無いようである。
無骨で不器用ながら部下思いだったり、子供のために汚名をかぶりながら公園を守る点などから読者からはヒロインのマイティハート以上の人気を集め、他の女性キャラ達から好意を寄せられるハーレム状態になり、特に終盤では最終ボスを倒すなど、事実上の主役ともいえるキャラとなった。
グレート・オールド・ワンの力を借りてラスボスを倒したが故にその代償として消滅する。

### 怪人軍団
女王（クイーン / じょおう）
怪人軍団の頂点に存在する真のボス。8年前、少女だった頃に誘拐される。軍団の上層部は帰還できるように色々と手を打とうとするも決定打を出せないでいる。帰還をめぐって軍団では反乱が起こってしまう。
怪人司令ドゥーベ
怪人軍団のボス。ケロルの父親。実は怪人軍団の真のボスではなく、怪人軍団の最高幹部である7人の怪人騎士（ファントムナイト）の一人であり筆頭を務めている。訳あって不在の真のボスに代わりに怪人軍団を指揮しており、真のボスの無事の帰還を待ち望んでいる。怪人騎士達の纏まりの無さに頭を痛めている模様。
常に奇妙な仮面のような立体映像で登場する。長らく真の姿を見せることがなかったがその正体は蛙だった。能力が戦闘向きでないためメラクと共に反乱軍の鎮圧に手古摺っている。空間転移（瞬間移動）を得意とする。ケロルには甘く、ヴォルケンにべったりな様子を見て悔しがるなどバカ親ぶりを晒すこともある。
戦闘員
怪人軍団の雑魚戦闘員。自分の欲望には正直であり、毎回しょうもない作戦を提案をする。尻尾が生えている。
新人の戦闘員は、シミュレーターによって隊長の性癖と同じになるよう訓練される。首を切断されても意識があるなど、その生態は不明。実は正式名が存在し、正式名は『汎用型怪人甲獣鬼兵』、通称「獣鬼兵」。その為「獣鬼兵連隊」と呼ばれている…が、当の本人たちがその事すら忘れている始末。
なお、頭部には人工頭脳の製作費用が高い為、代わりに中には猫等の動物（作中ではヴォルケンが捨て猫を拾ってきていた）が入っている。その為か本能のまま行動してしまい隊長の言うことが言う事をきかないことがある。
まったく登場しない話も割と多いが、その場合でも本誌の欄外では地味に主張していることが多い。

#### 怪人（ファントム）
井之中 ケロル（いのなか ケロル） / 蛙怪娘ワルケロル
怪人軍団の司令官ドゥーベの娘。ヴォルケンとは幼馴染であり、かなり積極的に迫ってくる妹系押しかけ女房キャラ。怪人娘に変身するとローライズのショートパンツ姿になる。エロい。胸はあまりないようで、本人も気にしている。言葉に九州訛りがある。
司令官曰く「有能な人材」だそうだが、実際は雑魚戦闘員にボロ負けするほど弱いマイティハートと互角の強さしか持っていない。
特殊能力は麻痺性の唾液だが、経口で与えないと効果がない。
この特殊能力を用いてマイティハートのファーストキスを奪った。
昴 流人（すばる りゅうと） / イケメン怪人 シヴァルツシルト
肩書きの通りのイケメンな怪人。真のイケメンだけがまとうという「モテオーラ」を発散し、他人を圧倒させ金縛りにする。気に入った女性に自分のブリーフを履かせるという、異様な性癖の持ち主。マイティハートの爆発攻撃に耐えられるだけでなく超人的な戦闘能力を誇り、怪人騎士をも難なく倒しそれを上回る魔人相手でもひけをとらないほどの実力を持つ。さらに衣類を溶かす、樹木に一瞬で実をつける（受胎させる）など超常的な能力まで行使するが、それら全ての理由を｢自分はイケメンだから」で片付ける上に、その理屈に周囲も納得させられてしまうという、ある意味極めて始末に悪い能力?を持つ。後に昴流人と名乗り、心や十市の通う高校の養護教諭として赴任する。
正体は舞島幾郎の実の息子でゆかりの兄・舞島流人。
怪人マサトシ
一見ただの戦闘員のようだが、頭に角がついていることが他の戦闘員と違う。ヴォルケンが現場から外された際には後任の隊長になったことも。脚フェチでマゾヒスト。サディスティックな性格で美脚を持つ津川に献身し、恋仲となる。
分裂怪人プラナリウム
貧乳好きの怪人。ロボットのような体をしている。体を切断されても、分裂・巨大化し戦闘を継続できるが、マイティハートとクーデルカの神罰執行によってあっけなく敗滅する。
魚怪人ウォーフィッシュ
反乱軍に属する。

#### 怪人騎士（ファントムナイト）
怪人軍団の司令官であるドゥーベと同格でドゥーベをリーダーとする総勢で7人いる軍団の最高幹部。一人一つずつ所有し7つ揃うと強大な力を生み出すと言われる「神骸石」を力の源とする。なお、7人の名前は現在の司令であるドゥーベを含め、北斗七星に属する星の名がモチーフになっている。
怪人司令ドゥーベ / No.01：怪人騎士ドゥーベ
第一の怪人騎士。怪人司令ドゥーベ参照。
北斗 めら（ほくと めら） / No.02：怪人騎士メラクベータ
第二の怪人騎士。相手の力を吸収してしまう能力を持ち、乳房にエネルギーを蓄える。怪人としての姿は包帯のみを身に纏った色っぽい女性の姿。
虚弱体質の体育教師を装って、十市・心の高校に赴任。以来、十市の直接の師匠として指導に当たり、毎回奇抜な衣装で登場する。セクハラする側に回ると強いがセクハラされる側に回されると弱い。泣き上戸。
アリオト、フェクダ等が反乱した際には参加せず、ドゥーベの元に残っている。怪人騎士の中では戦闘能力的にさほど高くないらしく（能力は後方かく乱系であるらしい）、戦闘能力の高いアリオト達の反乱にはドゥーベ共々手こずっている。
No.03：怪人騎士フェクダガンマ
第三の怪人騎士（ファントムナイト）。反乱軍に加わる。熊のような外見をしている。と一見そう見えそうであるが実際は猫科で虎である（犬にも見えるらしい）。高い戦闘力がある模様。何故かヴォルケンとバカップルのことを憎悪している。
嫉妬の感情をエネルギーにしており、エネルギーが枯渇した状態だと姿も猫のようになり戦闘力が余り高くないとは言え、自分を含めた周囲の生物から嫉妬心を吸収した状態では同じ怪人騎士であるメラクやミグレスが束になっても一蹴されてしまうほどの戦闘能力を発揮する。
美蜘蛛 麗子（みぐも れいこ） / No.04：怪人騎士ミグレス
第四の怪人騎士。怪人としての姿は色黒で、露出の高い服を着た女性の姿。カチューシャと背中には悪魔の羽根がついている。
普段は眼鏡をかけタイツをはいた、清楚で知的な女生徒として十市・心の高校に潜入している。しかし、性関連の書籍ばかり持っている。学年は3年で十市・心の2つ上の学年。京都弁を話す。
十市とぶつかったはずみにキスしてしまったことから、彼を「旦さん」と呼び、一途に追いかける。十市の指を切ってその血を舐める等、吸血病の気がある。酒を飲むとキス魔になる。
究極の「さげまん」（交際した男性を不幸にする）とされるが、実際には相手を不幸どころか（モチーフとなっている蜘蛛の雌と同様に）文字通り喰い殺すという。
能力的には情報系である為戦闘はあまり得意ではないらしい。地面に潜ることができる。
No.05：怪人騎士アリオト
第五の怪人騎士。組織の方向性の違いでフェクダと共に反乱を起こす。「ロリコンとは信仰だ」という迷言を吐く重度の真正ロリコン。反乱を起こした理由も、「クイーン」が幼女では無いという理由から。優雅な立ち振る舞いしているが実際は気性が激しく凶暴で残忍で好戦的な気質の持ち主。なお、幼女に実際には手を出さない「安全な変態」である。
ヴァイオリンで音楽を奏で聴いた人間を操る等様々な攻撃が可能で一見音楽を武器とするように見えるが実際はヴァイオリンを打撃攻撃用の武器として用いその衝撃音を増幅して攻撃する。破壊されると今度はエレキギターを取り出す。戦闘力は高くヴォルケンを容易く撃退してしまうほど。ほぼ普通の人間と変わりない姿をしているが、顔の右半分を仮面で覆っている。
No.06：怪人騎士マイザール
第六の怪人騎士。科学技術担当の最高幹部で、常に紙袋を頭にかぶっており、サイズの大きな白衣を着ている。反乱軍側に「アレ」と呼んでいるものがある為反乱軍側に着く。
No.07：怪人騎士ベネトナシュエータ
第七の怪人騎士。反乱編反乱編の黒幕でもある。ヴォルケンと同じ姿の怪人騎士で、実はヴォルケンはベネトナシュの複製怪人である。最高幹部会議に招集されるも、電話が止められていたため欠席等、当初は怠け者と思われていたが、それには他の騎士達が組織内の動揺を押さえるためにその死を隠していたという事情があるとされていた。
しかし実際は女王誘拐に際して未来から逆行してきた自分自身と結託して自ら死を装い、後の反乱の下準備をしていたことが明らかとなり、反乱編の最後には他の怪人騎士の神骸石を奪い、魔人形態に進化することでヴォルケン達を苦しめた。
過去編で登場した人間形態は天川十市とは特に似ておらず、軍人のような軍服姿といった格好をしている。

### 対怪人殲滅機関（CPED）
舞島幾郎（まいしま いくろう）
「博士」と呼ばれている。CPEDの重鎮であり、なおかつ怪人軍団のドゥーベとも既知であるらしい謎の人物。科学者である反面、油断できない老獪な策士の一面を持つ。
料理が得意らしく、ヴォルケンに手作り弁当を作ってあげたことがある。また、娘に対しては非常に親馬鹿。
舞島ゆかり（まいしま ゆかり）
舞島幾郎の実娘。研究所内で遊んでいた際に、グレート・オールド・ワンに捕食され死亡。
津川 雅（つがわ みやび）
CPEDの幹部。階級は一佐。サディスト。
舞島博士のMH計画に反対しクーデターを起こすも失敗に終わり（実際は反対グループ一掃の為に踊らされていた）、機関を放逐される。ひょんなことからマサトシと知り合い、意気投合し恋仲となる。
久世エリカ（くぜ エリカ） / クーデルカ
CPEDに所属する戦力要員。心や十市の1年先輩。普段はぼーっとしており食べ物にも釣られやすいが、マイティハートとは異なり最初から強い。腕に装着したブレードで敵を攻撃する。生首マニアでいろいろな生首をコレクションしており、ヴォルケンの首をレア首としてコレクションすることを目論んでいる。
ユニ子
マイティハートを支援するパワーユニット。ユニ子の体部分がマイティハートに装着され、力天使形態に変化する。
ハエ等の虫がモチーフで、2頭身。

### 一般人
チャミ
不良三人娘の一人。短く後ろにまとめた髪が特徴。当初は舞島に反発していたが、怪人軍団の生物兵器に襲われていたところを助けられ、それ以来舞島を慕うようになる。自称「恋愛探偵」。あだ名の由来は名前が「雅美」ということから付けられた。
オレゴン
不良三人娘の一人。ストレートの長髪が特徴。あだ名の由来は「アメリカの首都は？」と聞かれて「オレゴン」って答えたことから付けられた。
ガネコ
不良三人娘の一人。ウェーブのかかった長髪が特徴。あだ名の由来は進路調査の第一志望欄に「シロガネーゼ」と書いたことから付けられた。
天河十市（てんかわ　といち）
最終話で登場した女子高生。舞島達の高校に転校してきた。ある人物と同姓同名だが性別が違い繋がりは不明。そのある人物と関わりがある人達からは凄く驚かれた。最近妙な視線を感じているらしい。

## 用語
グレート・オールド・ワン
かつて北半球に君臨していたという地球上の進化系統に属さない異形の古生物の化石。化石となりながらも生命活動を行っており、生物を捕食、配下のファントム軍団を使って世界を手に入れようとしている。
神骸石（しんがいせき）
1個あたり5000万ワットの強力なエネルギーを発する。怪人騎士が1個ずつ保有している。グレート・オールド・ワンの化石の破片。
対怪人撲滅機関
略号はCPED。怪人を撲滅するための組織。隊員は制服を着用し拳銃を所持。階級があり二人称は「貴官」・戦車等の重火器類も所持している等、軍隊のようなシステムを採用している。
怪人軍団（ファントムぐんだん）
地球侵略を企む悪の組織。
前身は、グレート・オールド・ワン研究のために設立された「アーカム財団 生物科学研究所」。
怪人騎士（ファントムナイト）
もともとはアーカム財団 生物科学研究所に勤務する通常の人間や実験動物であった最初の怪人達が神骸石を得て軍団の最高幹部である怪人騎士（ファントムナイト）となった。
怪人（ファントム）
通常の人間や動物から作られた者も居れば、ヴォルケンのような複製怪人やケロルの様な親が怪人という者も居る。

## 単行本
- 第1巻 ISBN 978-4253213912 2008年1月刊行
- 第2巻 ISBN 978-4253213929 2008年4月刊行
- 第3巻 ISBN 978-4253213936 2008年6月刊行
- 第4巻 ISBN 978-4253213943 2008年9月刊行
- 第5巻 ISBN 978-4253213950 2008年12月刊行
- 第6巻 ISBN 978-4253213967 2009年2月刊行
- 第7巻 ISBN 978-4253213974 2009年4月刊行